# Argento Soma
Argento Soma (アルジェント ソーマ, Arujento Sōma) est un anime japonais en 25 épisodes de 25 minutes chacun créé par Hajime Yatate et Kazuyoshi Katayama, diffusé du 6 octobre 2000 au 22 mars 2001 sur TV Tokyo. Il existe également un épisode spécial sorti directement en vidéo dont l'action se situe entre les épisodes 8 et 9.

## Synopsis
2059, la Terre est envahie par des aliens. Le professeur Noguchi décide de mener des recherches pour en savoir plus. Il est aidé de Maki Agata et de Takuto Kaneshiro. Ils décident de réanimer un grand bio meta-alien qu'ils nomment Frank. Mais pendant la "résurrection" de la chose, une anomalie survient et déclenche une explosion. Maki meurt et le professeur aussi. Takuto reste le seul survivant. Il sera recueilli par le Funeral, une organisation de protection contre les aliens. Là, il deviendra pilote et sera rebaptisé Ryû Soma. Frank fait la rencontre de Harriet « Hattie » Bartholomew une petite fille qui le baptise "Monsieur fée".

## Doublage
- Houko Kuwashima (VO), Jessica Barrier (VF) : Harriet « Hattie » Bartholomew
- Sōichirō Hoshi (VO), Benjamin Pascal (VF) : Takuto Kaneshiro / Ryu Soma
- Jouji Nakata (VO), Bruno Magne (VF) : Michael Heartland
- Kikuko Inoue (VO), Hélène Bizot (VF) : Guinevere Green
- Sayuri (VO), Guylène Ouvrard (VF) : Lana Ines
- Takehito Koyasu (VO), Cyrille Artaux (VF) : Dan Simmonds
- Yui Horie (VO), Véronique Uzureau (VF) : Sue Harris
- Yuuji Takada (VO), Antoine Tomé (VF) : Frank

## Épisodes
1. résurrection et mort
2. la mort et la jeune fille
3. la jeune fille et la rencontre
4. la rencontre et la haine
5. la haine et le conflit
6. le conflit et l'évasion
7. l'évasion et le souvenir
8. le souvenir et la solitude
9. la solitude et la tristesse
10. la tristesse et la tentative de meurtre
11. la tentative de meurtre et la trahison
12. la trahison et le désespoir
13. le désespoir et le souhait
14. le souhait et le chaos
15. le chaos et le conflit
16. le conflit et la décision
17. la décision et le passé
18. le passé et le grand crime
19. le grand crime et l'avertissement
20. l'avertissement et le réveil
21. le réveil et la réalité
22. la réalité et la ruine
23. la ruine et le courage
24. le courage et l'amour
25. l'amour et la réincarnation